# Абасов, Ариф Аким оглы
 Ариф Аким оглы́ Абба́сов  (азерб.  Arif Akim oğlu Abbasov; 22 декабря 1937 — 21 апреля 2005) — азербайджанский учёный-этнограф, доктор исторических наук, член-корреспондент НАНА (2001) .

## Биография
Ариф Аббасов родился в городе Нахичевань Нахичеванской АССР Азербайджанской ССР. Окончил исторический факультет Бакинского государственного университета. Защитил докторскую диссертацию по специальности 07.00.07 — Этнография. В 2001 году профессор Ариф Аббасов был избран член-корреспондентом Национальной академии наук Азербайджана. Работал в Институте археологии и этнографии НАНА.

## Научная деятельность
Основным научным достижениям профессора А. Аббасова является создание этно-социологической школы в Азербайджане. Он занимался исследованиями таких актуальных проблем как этнические группы, межэтнические отношения, влияние этнических особенностей на экономические, социальные и культурные процессы. Изучил современные этнокультурные, этно-социальные процессы в Азербайджане.
А. Аббасов — автор 40 опубликованных научных работ, 5 монографий. Им было подготовлено 10 кандидатов наук.

### Некоторые научные работы
- Образ жизни в новых городах Азербайджана. — АН АзССР, Сектор археологии и этнографии. — Баку: Элм, 1987. — 199 с.
- Город братства. — Баку: Азернешр, 1987. — 91 с.
- Современный быт и культура горнопромышленных рабочих Азербайджана. (по материалам  Дашкесанского  горнорудного района). — Баку, 1982.
- Малые этнические группы Азербайджана: первые исследования. — Баку: Коммунист, 1989.